# عقيق أبيض
العَقيق الأبيض أو حجر خَلْقيدونيا هو شكل بلوري من مشتقات السيليكا، ويتكون من مادة مكثفة جداً من معدني الكوارتز والموغنايت.
كلا هذين المعدنين هما من معادن السيليكا لكنهما يختلفان في أن الكوارتز هو ذو نظام بلوري ثلاثي بينما الموغنايت هو ذو نظام بلوري أحادي الميل. البنية كيميائية القياسية للعقيق الأبيض (بناءً على التركيب الكيميائي للكوارتز) هو SiO2 (ثاني أكسيد السيليكون).
العقيق الأبيض هو ذو لمعان شمعي، ويمكن أن يكون نصف شفاف، كما أنه يتواجد بأنواع تحتوي على أطياف واسعة من الألوان، ولكن الأنواع الأكثر شيوعاً هي اللون الأبيض المائل إلى الرمادي، الأزرق رمادي أو البني المائل إلى الأسود تقريباً.

## التسمية
ترجع تسمية العقيق الأبيض نسبةً إلى مدينة خَلْقيدونيا القديمة، في الأناضول وهي مدينة ساحلية على بحر مرمرة.

## وصلات خارجية
- قاعدة بيانات الأحجار الكريمة : العقيق الأبيض
- مواقع وجود العقيق الأبيض في الولايات المتحدة